# Musée de l'Église orthodoxe de Finlande
Le musée de l'Église orthodoxe de Finlande (finnois : Riisa – Suomen ortodoksinen kirkkomuseo, sigle RIISA) est un musée situé dans le quartier de Hatsala à Kuopio.
Sa mission est d'étudier, de préserver, de préserver et de préserver le patrimoine culturel matériel et visuel de l'Église orthodoxe de Finlande,,.

## Présentation
Le musée a repris la collection du monastère de Valaam créée en 1911.

## Galerie

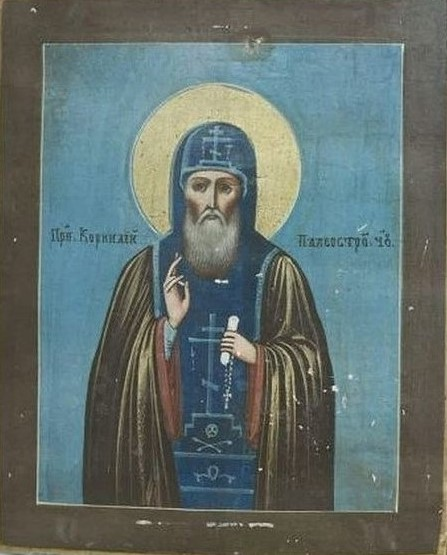
Cornelius Paleostrovsky.
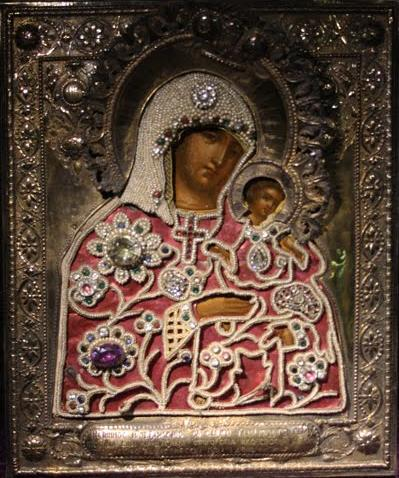
Icône de la Théotokos de Konevits (dite Konevitsa).
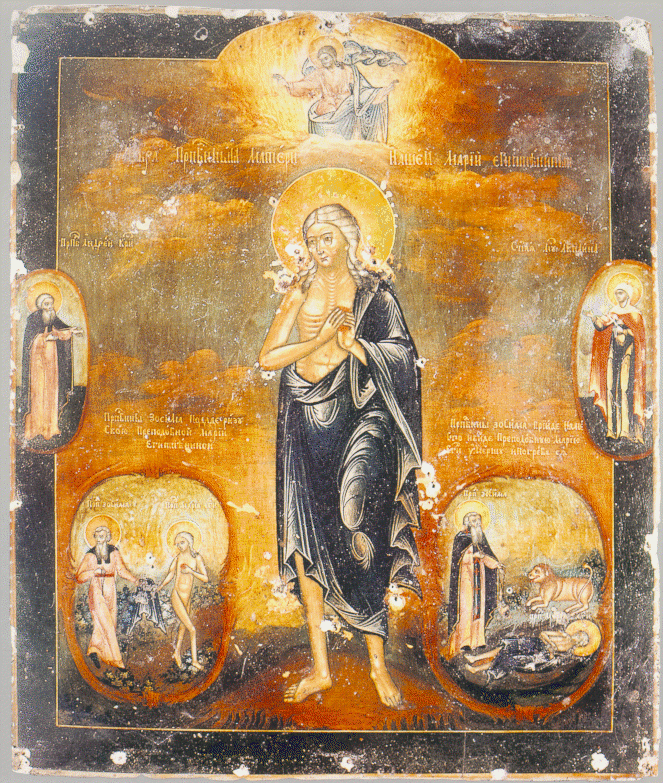
Marie l'Égyptienne.